# Vilma Cibulková
Vilma Cibulková (* 26. března 1963 Ostrov) je česká divadelní, filmová a televizní herečka a dabérka. Hrála například ve známých filmech Pupendo, Výchova dívek v Čechách, Zemský ráj to na pohled či Mazaný Filip. Díky své silné osobnosti a pevné vůli dokázala překonat všechny životní peripetie i závislost na alkoholu. Je držitelkou Ceny Františka Filipovského za dabing (1999), Českého lva za nejlepší herečku ve vedlejší roli v komedii Pupendo (2003) a dvojnásobnou držitelkou Ceny Thálie (2006, 2014).

## Mládí a studia
Vilma Cibulková se narodila v Ostrově nad Ohří jako prostřední ze tří sester a vyrůstala na venkově. Neobvyklé křestní jméno dostala po otci. Na své dětství ráda vzpomíná, rodiče ji vedli k divadlu a literatuře. Umělecké nadání projevovala již při studiu na Střední pedagogické škole v Karlových Varech. Po maturitě v roce 1980 zamířila na pražskou DAMU studovat herectví. Patří k osobnostně silnému ročníku, v němž studovali Eva Holubová, Ivana Chýlková, Jitka Asterová nebo Karel Roden. Již během studia DAMU hostovala v Národním divadle v Praze (Jednou v létě, Meridián).

## Profesní život
Po absolutoriu DAMU v roce 1985 hostovala v Divadle Na zábradlí, od srpna 1985 byla elévkou ND. Od října roku 1985 do března roku 1991 byla členkou činohry Národního divadla v Praze.  Ztvárnila zde velké role především v moderním repertoáru, například v Čapkově Věci Makropulos nebo v Chuti medu od Shelagh Delaneyové. Na konci osmdesátých let 20. století v jejím repertoáru převažovala ruská a sovětská moderna (Jegor Bulyčov a jiní, Deník ničemy).
Kromě divadelní a televizní práce hrála Cibulková i ve filmu, jejím debutem byl snímek Smích se lepí na paty (1986), se spolužáky z ročníku si zahrála ve filmu Čas sluhů (1989) a dalším snímkem byl Vyžilý Boudník (1990). V letech 1992 až 1998 byla členkou souboru Divadla pod Palmovkou, kde se představila v představeních z ruské klasiky (Idiot, Platonov) i americké moderny (Kočka na rozpálené plechové střeše, O myších a lidech). V devadesátých letech hrála v televizních seriálech Přítelkyně z domu smutku (1992), Život na zámku (1995) nebo Konec velkých prázdnin (1996). Z filmových rolí stojí za zmínku její výkon v adaptacích románů Michala Viewegha Výchova dívek v Čechách (1997) a Báječná léta pod psa (1997).
Od roku 1998, kdy ukončila pracovní poměr v Divadle pod Palmovkou, vystupovala především v divadle Ungelt (Origami, Všechno jen do putyk a ženským), hostovala také v Divadle pod Palmovkou, v Divadle na Vinohradech nebo v Městském divadle Karlovy Vary. V letech 2004 až 2006 byla členkou souboru Divadla na Vinohradech. Za postavu slečny Fischerové ve hře Picasso uváděné v divadle Ungelt obdržela v roce 2007 Cenu Thálie. Druhou Thálii získala v roce 2015 za roli Leni Riefenstahlové ve hře Leni uváděné v Divadle v Řeznické.
Ve velkých filmových rolích, ale typově zcela odlišných postavách, se uplatnila ve snímcích Pramen života (2000) a Krev zmizelého (2005). Za vedlejší roli v Hřebejkově komedii Pupendo (2003) získala Českého lva. Zajímavé role ztvárnila také ve filmech Mazaný Filip (2003) a Duše jako kaviár (2004). Řadu rolí vytvořila také v televizních filmech a seriálech, například v seriálech Místo nahoře (2004), Nemocnice na kraji města – nové osudy (2008). Za roli v retrokomedii Zemský ráj to na pohled (2009) získala v roce 2010 na Mezinárodním filmovém festivalu v Moskvě cenu pro nejlepší herečku.
Vilma Cibulková se mnoho let věnuje také dabingu. V roce 1999 obdržela za dabing k filmu Lepší už to nebude Cenu Františka Filipovského. Řadu let se uplatňuje také v rozhlase, v letech 2002 až 2003 zvítězila v posluchačské anketě Neviditelný herec. Za práci na rozhlasovém cyklu Schůzky s literaturou získala v roce 2007 prestižní ocenění Prix Bohemia.

## Osobní život
Jednou z prvních velkých lásek Vilmy Cibulkové byl její profesor, herec a divadelní režisér Miroslav Macháček. Byl o téměř 42 let starší. Bojoval s rakovinou, na kterou později zemřel. Vilma jej podporovala, později toho na ní bylo moc a utekla. Podle Cibulkové mají počátky jejího alkoholismu kořeny v problematickém vztahu s duševně nemocným režisérem. Porozchodové trápení zaháněla alkoholem a aby unikla problémům, provdala se za právníka Zbyška. Místo toho následoval odchod z Národního divadla, pokus o sebevraždu a dvouletá protialkoholní léčba v Bohnicích. Po skončení léčby následoval potrat a rozvod s prvním manželem, který kvůli neúspěšnému podnikání rodinu výrazným způsobem zadlužil. Při rozvodu se na všem v klidu dohodli a dodnes zůstali přáteli.
Druhým manželem Vilmy Cibulkové se stal její herecký kolega Miroslav Etzler, ale manželství skončilo v roce 2013 rozvodem. Z předchozího manželství (rozvedeného na konci 90. let) má dospělou dceru Šimonu, která během puberty propadla drogám a Cibulková ji v roce 2012 vyhodila z domu, aby se vzpamatovala. Dcera žila nějakou dobu na ulici a několikrát se pokusila léčit. Když se závislosti zbavila, našly k sobě matka s dcerou opět cestu.

## Ocenění
- Cena Františka Filipovského za dabing k filmu Lepší už to nebude, 1999
- Český lev
  - „Nejlepší ženský herecký výkon ve vedlejší roli“ 2003 – film Pupendo
- Cena Thálie 2006 za roli slečny Fischerové ve hře Picasso uváděné v Divadle Ungelt
- Mezinárodní filmový festival v Moskvě 2010
  - Cena pro nejlepší herečku – film Zemský ráj to na pohled
- Cena Thálie 2014 za roli Leni Riefenstahlové ve hře Leni uváděné v Divadle v Řeznické

## Dílo

### Divadlo, výběr
- 1985 Alexandr Vampilov: Jednou v létě, Valentina (j. h.), Nová scéna, režie Ladislav Vymětal
- 1985 Karel Čapek: Věc Makropulos, Kristina, Nová scéna, režie Václav Hudeček
- 1986 Jiří Šotola: A jenom země bude má, Lori, Národní divadlo, režie František Laurin
- 1988 Shelagh Delaneyová: Chuť medu, Josefina, Nová scéna, režie Miroslav Macháček
- 1989 György Spiró: Zahrada, Cuki, Nová scéna, režie Stanislav Moša
- 2004 William Shakespeare: Macbeth, Lady Macbeth, Vinohradské divadlo, režie Hana Burešová j. h.

### Film
| Rok  | Název filmu                    | Role                            |
| ---- | ------------------------------ | ------------------------------- |
| 1986 | Smích se lepí na paty          | Jana Brousková                  |
| 1986 | Veselé Vánoce přejí chobotnice | asistentka výzkumu v elektrárně |
| 1987 | Zuřivý reportér                | prostitutka                     |
| 1989 | Dva lidi v zoo                 | kuchařka v mateřské školce      |
| 1989 | Čas sluhů                      | Hanka                           |
| 1990 | Vyžilý Boudník                 | Jana                            |
| 1991 | Někde je možná hezky           | Jarmila                         |
| 1994 | Učitel tance                   | barová zpěvačka                 |
| 1997 | Výchova dívek v Čechách        | Anděla                          |
| 1997 | Báječná léta pod psa           | Nina Šperková                   |
| 1998 | Míjení                         | matka                           |
| 1999 | Praha očima...                 | Ondřejova dcera                 |
| 1999 | Kuře melancholik               | Róza                            |
| 2000 | Der Lebensborn — Pramen života | Waage                           |
| 2000 | Krajinka                       | paní Agáta                      |
| 2001 | Podzimní návrat                | Rosťova matka                   |
| 2003 | Pupendo                        | Magda Břečková                  |
| 2003 | Mazaný Filip                   | Velma Hatfieldová               |
| 2004 | Duše jako kaviár               | matka                           |
| 2005 | Krev zmizelého                 | Helga                           |
| 2006 | Úřední hodiny                  | Lojdová                         |
| 2009 | Naděje                         | matka                           |
| 2009 | Zemský ráj to na pohled        | Marta                           |
| 2011 | Hranaři                        | Vilma Slámová                   |
| 2013 | Křídla Vánoc                   | Zajícova matka                  |
| 2015 | Padesátka                      | Kateřina Hilská                 |
| 2015 | Fotograf                       | Věra                            |
| 2015 | Celebrity s.r.o.               | producentka Puflerová           |
| 2016 | Řachanda                       | Paní lesa                       |
| 2016 | Krycí jméno Holec              | vedoucí výroby filmů            |
| 2016 | Pohádky pro Emu                | Nosková                         |
| 2017 | 8 hlav šílenství               | host v Kremlu                   |
| 2018 | Věčně tvá nevěrná              | Marta                           |
| 2018 | Tátova volha                   | Kamila                          |
| 2019 | Můj příběh                     | Marie                           |
| 2022 | Promlčeno                      | Anna Vachková, matka Elišky     |
| 2025 | Džob                           | matka Kolmanovy manželky        |

### Rozhlas
- 1992 Věra Nosková: Duše s duší tancuje, četba povívdky, hudba: Josef Plechatý, režie: Jan Žáček.
- 2000 Radclyffe Hall: Studna osamění, třídílná rozhlasová adaptace románu. Překlad: Vladimír Vendyš, dramatizace: Petra Ušelová, dramaturgie: Jana Paterová, hudba: Michal Rataj, režie: Markéta Jahodová.[10]
- 2007 Daniela Fischerová: Cesta k pólu, příběh o hledání smyslu života na samém jeho konci. Hudba: Marko Ivanovič, dramaturgie: Martin Velíšek, režie: Hana Kofránková. Hrají: Jiřina Jirásková, Josef Somr, Viola Zinková, Bořivoj Navrátil, Vilma Cibulková, Zdeněk Hess, Miriam Kantorková, Hana Brothánková a Jan Polívka.[11]
- 2012 Astrid Saalbachová: Pieta, Monodrama. Dramaturgie: Klára Novotná, režie: Lída Engelová.[12]

### Audioknihy, výběr
Zdroj audioteka.com
- Faith Hoganová: Dámský klub půlnočního plavání, čte Vilma Cibulková
- Robert Bryndza: Tíživé ticho, čte Vilma Cibulková
- Maye Musk: Když má žena plán, čte Vilma Cibulková
- Karen Blixenová: Vzpomínky na Afriku, čte Vilma Cibulková
- Karin Lednická: Šikmý kostel, čte Vilma Cibulková
- Markus Zusak: Zlodějka knih, čte Vilma Cibulková
- Kateřina Tučková: Vyhnání Gerty Schnirch, čte Vilma Cibulková
- Erin Litteken: Herbář vzpomínek, čtou Vilma Cibulková a Klára Sedláčková Oltová
- Alena Mornštajnová: Listopád, čtou Veronika Khek Kubařová, Eva Elsnerová, Vilma Cibulková
- Eduard Petiška: Staré řecké báje a pověsti 1 – 10, Vilma Cibulková a Jan Šťastný
- Betty MacDonaldová: Co život dal a vzal, čtou Martina Hudečková, Vilma Cibulková, Taťjana Medvecká

### Televize
| Rok  | Název                                  | Role                       | Poznámky                                       |
| ---- | -------------------------------------- | -------------------------- | ---------------------------------------------- |
| 1982 | Kvůli mně přestane                     | Martina Kubíčková          | televizní film                                 |
| 1983 | Co poudala bába Futeř                  | Lidunka                    | televizní pohádka                              |
| 1985 | A co ten ruksak, králi?                | princezna Veronika         | televizní pohádka                              |
| 1986 | O houbovém Kubovi a princi Jakubovi    | služebná Nanynka           | televizní pohádka                              |
| 1986 | Pohádka z Kampy                        | Madla                      | televizní pohádka                              |
| 1986 | My holky z městečka                    | Eliška Smékalová           | televizní seriál                               |
| 1988 | Rodáci                                 | vesničanka                 | televizní seriál                               |
| 1988 | Strom pohádek: Divoké labutě           | lesní víla                 | televizní pohádka                              |
| 1988 | Temná aréna                            | Ann                        | televizní film                                 |
| 1989 | Koeficient užitečného muže             | Zdena                      | televizní film                                 |
| 1989 | Tři chlapi a dáma                      | dáma                       | televizní film                                 |
| 1989 | Než poznáš první úsměv                 | Iva Vymětalová             | televizní film                                 |
| 1990 | Sólo pro mou ženu                      | Zuzana Horáková            | televizní film                                 |
| 1992 | Přítelkyně z domu smutku               | Věra                       | televizní seriál                               |
| 1994 | Poslední večeře U ptáka Noha           | Marta                      | televizní film                                 |
| 1995 | Hodiny od Fourniera                    | hraběnka                   | televizní film                                 |
| 1995 | Hra se smrtí                           | Alice Smutná               | televizní film                                 |
| 1995 | Manželská tonutí                       | Lydie                      | televizní seriál                               |
| 1995 | Život na zámku                         | doktorka Bláhová           | televizní seriál                               |
| 1995 | Marie Růžička                          | čarodějnice                | televizní pohádka                              |
| 1996 | Poe a vražda krásné dívky              | Elizabeth Elletová         | televizní film                                 |
| 1996 | Na hraně                               | Paganová                   | televizní film                                 |
| 1996 | Konec velkých prázdnin                 | Dora Čechová               | televizní seriál                               |
| 1998 | O Johance s dlouhými vlasy             | královna divoženek         | televizní pohádka                              |
| 1998 | Poklad pana H.                         | lady Diana Forrestová      | televizní film                                 |
| 1998 | Vše pro firmu                          | Tamara                     | televizní film                                 |
| 1999 | Zakletý vrch                           | čarodějka                  | televizní pohádka                              |
| 1999 | Ani málo, ani moc                      | Barbora                    | televizní film                                 |
| 2000 | Případy detektivní kanceláře Ostrozrak | herečka Lída Forstová      | televizní seriál                               |
| 2000 | Řád saténových mašlí                   | zlá věštkyně               | televizní pohádka                              |
| 2000 | Jabloňová panna                        | babice                     | televizní pohádka                              |
| 2000 | Český Robinson                         | Bertha Wagnerová-Matesová  | televizní seriál                               |
| 2001 | Muž, který vycházel z hrobu            | kapitánka Mazancová        | televizní film                                 |
| 2002 | Pekelná maturita                       | slečna Kordélie            | televizní film                                 |
| 2002 | Miláček                                | Madeleine Forestierová     | televizní film                                 |
| 2002 | Lišák                                  | Olga                       | televizní film                                 |
| 2002 | Samota                                 | Marie                      | televizní film                                 |
| 2002 | Úlet                                   | Hilary Bradenová           | televizní film                                 |
| 2004 | Místo nahoře                           | Cihlářová                  | televizní seriál                               |
| 2005 | Ulice                                  | Ivana Drápalová            | televizní seriál                               |
| 2005 | Všichni musí zemřít                    | kapitánka Mazancová        | televizní film                                 |
| 2005 | Dobrá čtvrť                            | Simona Koreňová            | televizní seriál                               |
| 2005 | Žil jsem s cizinkou                    | Jiřina Sahulová            | televizní film                                 |
| 2006 | Boží pole s. r. o.                     | Marta Trojanová            | televizní film                                 |
| 2006 | Nevlastní bratr                        | Jana Limberská             | televizní film                                 |
| 2006 | Zastřený hlas                          | Božena Holečková           | televizní film                                 |
| 2007 | Hodina klavíru                         | Stárová                    | televizní film                                 |
| 2007 | Vlna                                   | Ann Doubravová             | televizní seriál                               |
| 2008 | Hrobník                                | vdova Sojková              | televizní film                                 |
| 2008 | Soukromé pasti                         | novinářka Sylva            | televizní seriál, epizoda: „Láska v moll“      |
| 2008 | Nemocnice na kraji města – nové osudy  | MUDr. Marie Hudcová        | televizní seriál                               |
| 2010 | Post Bellum                            | Mína                       | televizní film                                 |
| 2011 | Setkání s hvězdou: Vilma Cibulková     | Běta, Louisa, Žaneta       | televizní speciál                              |
| 2011 | Znamení koně                           | Dáša Horová                | televizní seriál                               |
| 2011 | Tajemství staré bambitky               | hospodyně Hedvika          | televizní pohádka                              |
| 2012 | Život je ples                          | ředitelka Pavla Tůmová     | televizní seriál                               |
| 2013 | Škoda lásky                            | učitelka Žlábková          | televizní seriál, epizoda: „Situace v kuchyni“ |
| 2015 | Správnej dres                          | Alena, matka Simony        | televizní film                                 |
| 2015 | Svatojánský věneček                    | Morana                     | televizní pohádka                              |
| 2016 | Doktor Martin                          | Edita Sedlecká             | televizní seriál                               |
| 2017 | Ohnivý kuře                            | šéfkuchařka Johana Němcová | televizní seriál, vedlejší role ve druhé sérii |
| 2018 | Specialisté                            |                            | televizní seriál                               |
| 2018 | Dabing Street                          |                            | televizní seriál                               |
| 2019 | Klec                                   | Zita                       | televizní film                                 |